# Isabelle Carré

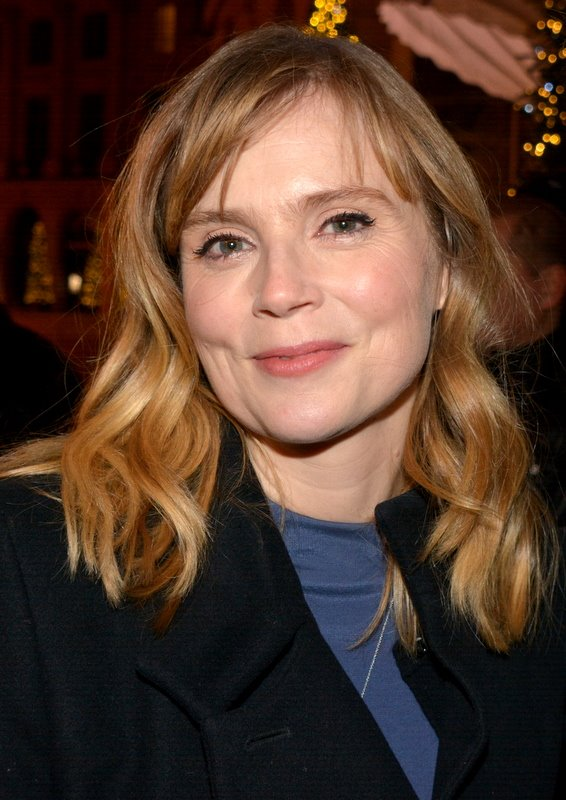
Isabelle Carré 2016

Isabelle Carré (* 28. Mai 1971 in Paris) ist eine französische Schauspielerin.

## Leben
Isabelle Carré verließ das Elternhaus mit fünfzehn Jahren. Sie besuchte noch während der Schulzeit Schauspielkurse an verschiedenen Einrichtungen in Paris und erhielt kleinere Filmrollen. Nach dem Abitur wurde sie 1989 an der Schauspielschule École nationale supérieure des arts et techniques du théâtre (ENSATT) in Lyon aufgenommen, die sie 1990 wieder verließ.
Ihre Filmkarriere begann sie bereits im Jugendalter, als sie parallel zu ersten Theaterauftritten eine Rolle in Milch und Schokolade von Coline Serreau (1989) übernahm.
Carré, die bereits in über 60 Film- und Fernsehproduktionen mitgespielt hat[Stand: 2023], kämpfte lange Zeit darum, das Image der Schönen und Naiven abzulegen, wurde später aber als Perfektionistin und Intellektuelle in eine neue Schublade gesteckt.
Durch ihre Rollenauswahl in den vergangenen Jahren lässt sie sich allerdings nicht mehr so leicht einordnen [Stand: 2004]. In Die verbotene Frau (1997) mimte sie ein 22-jähriges Mädchen, das sich in einen 17 Jahre älteren, verheirateten Mann verliebt, in Kinder haften für ihre Eltern (2001) dagegen eine depressive, drogenabhängige Mutter und in Claire – Se souvenir des belles choses (2001) brachte sie die Lebensfreude einer jungen Frau, die langsam ihr Gedächtnis verliert, auf die Leinwand. Nach drei Nominierungen für den César als beste Nachwuchsdarstellerin erhielt sie 2003 den wichtigsten französischen Filmpreis in der Kategorie Beste Hauptdarstellerin für die Titelrolle der Claire. Sie setzte sich dabei gegen so bekannte Kolleginnen wie Juliette Binoche (Jet Lag – Oder wo die Liebe hinfliegt) sowie Fanny Ardant und Isabelle Huppert (beide in 8 Frauen) durch. Zwei weitere Nominierungen folgten 2004 und 2006 für Noémie Lvovskys Beziehungsdrama Gefühlsverwirrungen und Anne Fontaines romantischen Krimi Entre ses mains, in dem sie als Ehefrau und Mutter eine Beziehung zu einem einsamen Tierarzt (gespielt von Benoît Poelvoorde) beginnt. 2006 spielte sie in dem Film Herzen von Alain Resnais, in dem nicht eine einzige Sehnsucht ihre Erfüllung findet. 2008 und 2011 folgten weitere César-Nominierungen für Anna M. (2007) und Die anonymen Romantiker (2010).
Neben ihrer Filmkarriere trat Carré auch mit Erfolg am französischen Theater in Erscheinung. Für die Titelrolle der Mademoiselle Else in Didier Longs Inszenierung von Arthur Schnitzlers Fräulein Else am Pariser Petit Théâtre erhielt sie 1999 den Theaterpreis Molière als beste Hauptdarstellerin. 2003 folgte eine weitere Auszeichnung für den Part der Florence Michalon in Zabou Breitmans L'Hiver sous la table am Pariser Théâtre de l'Atelier. Zudem ist Carré als Schriftstellerin tätig; mit ihrem Roman Les rêveurs gewann sie 2018 den Grand Prix de l’Héroïne Madame Figaro.

## Filmografie (Auswahl)
- 1989: Milch und Schokolade (Romuald et Juliette) – Regie: Coline Serreau

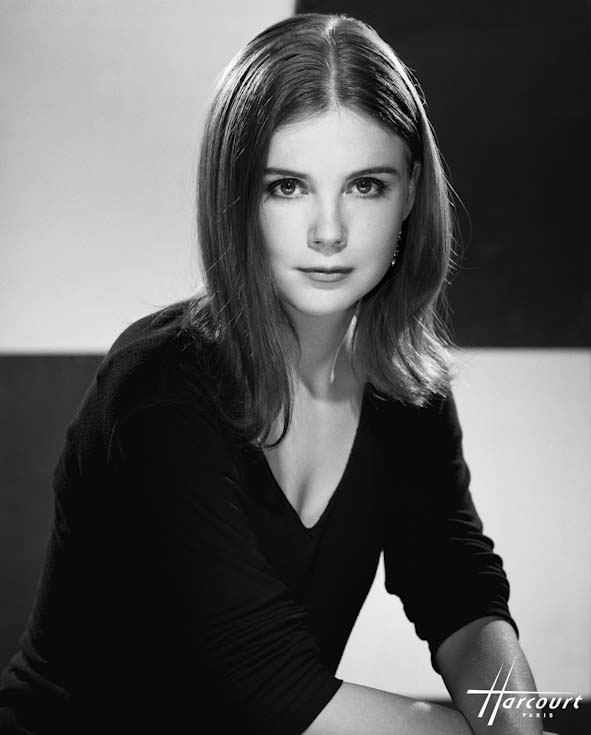
Isabelle Carré 1998

- 1991: Die schöne Lili (La Reine blanche) – Regie: Jean-Loup Hubert
- 1992: Blauer Himmel (Beau fixe) – Regie: Christian Vincent
- 1995: Der Husar auf dem Dach (Le hussard sur le toit) – Regie: Jean-Paul Rappeneau
- 1995: Belle Époque (Fernsehdreiteiler) – Regie: Gavin Millar
- 1996: Beaumarchais – Der Unverschämte (Beaumarchais, l’insolent) – Regie: Édouard Molinaro
- 1997: Die verbotene Frau (La femme défendue) – Regie: Philippe Harel
- 1999: Ein Sommer auf dem Lande (Les enfants du marais) – Regie: Jean Becker
- 1999: Das Liebesdrama von Venedig (Les enfants du siècle) – Regie: Diane Kurys
- 2001: Kinder haften für ihre Eltern (Mercredi, folle journée!) – Regie: Pascal Thomas
- 2001: Claire – Se souvenir des belles choses (Se souvenir des belles choses) – Regie: Zabou Breitman
- 2002: Wahnsinnig verliebt (À la folie… pas du tout) – Regie: Lætitia Colombani
- 2003: Gefühlsverwirrungen (Les sentiments) – Regie: Noémie Lvovsky
- 2004: Holy Lola – Regie: Bertrand Tavernier
- 2005: L’Avion – Das Zauberflugzeug (L’avion) – Regie: Cédric Kahn
- 2006: Herzen (Cœurs) – Regie: Alain Resnais
- 2006: Manche mögen’s reich (Quatre étoiles) – Regie: Christian Vincent
- 2007: Anna M. – Regie: Michel Spinosa
- 2007: Der Fuchs und das Mädchen (Le Renard et l’Enfant) – Regie: Luc Jacquet
- 2009: Rückkehr ans Meer (Le refuge) – Regie: François Ozon
- 2009: Tellement proches – Regie: Olivier Nakache und Éric Toledano
- 2010: Rendezvous mit einem Engel (Rendez-vous avec un ange) – Regie: Sophie de Daruvar, Yves Thomas
- 2010: Die anonymen Romantiker (Les émotifs anonymes) – Regie: Jean-Pierre Améris
- 2011: Des vents contraires – Regie: Jalil Lespert
- 2012: La cerise sur le gâteau – Regie: Laura Morante
- 2012: Du vent dans mes mollets – Regie: Carine Tardieu
- 2012: Zwischen allen Stühlen (Cherchez Hortense) – Regie: Pascal Bonitzer
- 2014: Breathe (Respire) – Regie: Mélanie Laurent
- 2014: Patchwork Family (Du goudron et des plumes) – Regie: Pascal Rabaté
- 2014: Die Sprache des Herzens (Marie Heurtin) – Regie: Jean-Pierre Améris
- 2015: 21 Nächte mit Pattie (Vingt et une nuits avec Pattie) – Regie: Arnaud Larrieu, Jean-Marie Larrieu
- 2015: Familie auf Rezept (Ange et Gabrielle) – Regie: Anne Giafferi
- 2016: Die fast perfekte Welt der Pauline (Les chaises musicales) – Regie: Marie Belhomme
- 2016: Paris–Willouby – Regie: Arthur Delaire, Quentin Reynaud
- 2016: Kokoro (Le cœur régulier) – Regie: Vanja d'Alcantara
- 2017: Une vie ailleurs – Regie: Olivier Peyon
- 2017: Comment j’ai rencontré mon père – Regie: Maxime Motte
- 2017: Ménage à trois – Zum Fremdgehen verführt (Garde alternée) – Regie: Alexandra Leclère
- 2018: Verratenes Glück (Un adultère) – Regie: Philippe Harel
- 2018: Victor Hugo – Enemy of the State (Miniserie) – Regie: Jean-Marc Moutout
- 2019: L’Angle mort – Regie: Pierre Trividic und Patrick Mario Bernard
- 2019: Meine geistreiche Familie (L’Esprit de famille) – Regie: Éric Besnard
- 2020: Un vrai bonhomme – Regie: Benjamin Parent
- 2021: À la Carte! – Freiheit geht durch den Magen (Délicieux) – Regie: Éric Besnard
- 2021: L’Enfant de Personne – Regie: Akim Isker
- 2022: Nathalie – Überwindung der Grenzen (La dérive des continents (au sud)) – Regie: Lionel Baier
- 2022: Weinprobe für Anfänger (La Dégustation) – Regie: Ivan Calbérac
- 2022: La guerre des Lulus – Regie: Yann Samuell
- 2022: Le tourbillon de la vie – Regie: Olivier Treiner
- 2024: Le larbin – Regie: Alexandre Charlot, Franck Magnier
- 2024: Et plus si affinités – Regie: Olivier Ducray, Wilfried Méance
- 2024: Prodigieuses – Regie: Frederic Potier, Valentin Potier
- 2025: La fille d'un grand amour – Regie: Agnès de Sacy

## Privatleben
Seit dem 26. August 2006 ist Isabelle Carré mit dem Filmproduzenten Bruno Pésery verheiratet, mit dem sie einen Sohn (* 11. Oktober 2008) hat. Ihr Bruder Benoît Carré ist Mitglied der Musikgruppe Lilicub.